# شهرستان شرعب السلام
ناحیهٔ شرعب السلام (به عربی: مدیریة شرعب السلام) یک ناحیه در یمن است که در استان تعز واقع شده‌است.
ناحیهٔ شرعب السلام ۱۴۶٬۶۵۰ نفر جمعیت دارد.